# Відокремлення методу
Відокре́млення ме́тоду (англ. Extract Method) - прийом рефакторингу, що дозволяє розбити код на дрібніші та зрозуміліші частини, прибрати дублювання коду і полегшити подальшу роботу з ним.

## Проблема
Є фрагмент коду (C#), який можна згрупувати.
```
void
 
PrintOwing
()

{

  
List
<
Order
>
 
orders
 
=
 
orders
.
Elements
;

  
double
 
outstanding
 
=
 
0.0
;

  
// print owings

  
foreach
 
(
Order
 
order
 
in
 
orders
)

  
{

    
outstanding
 
+=
 
order
.
GetAmount
();

  
}

  
// print details

  
Console
.
WriteLine
(
"name: "
 
+
 
name
);

  
Console
.
WriteLine
(
"amount: "
 
+
 
outstanding
);

}

```

## Рішення
Перенести ці фрагменти в нові методи (чи функції) і викликати замість старого коду.
```
void
 
PrintOwing
()

{

 
double
 
outstanding
 
=
 
GetOutstanding
();

  
PrintDetails
(
outstanding
);

}

```

```
void
 
PrintDetails
(
double
 
outstanding
)

{

  
Console
.
WriteLine
(
"name: "
 
+
 
name
);

  
Console
.
WriteLine
(
"amount: "
 
+
 
outstanding
);

}

```

```
double
 
GetOutstanding
()

{

  
List
<
Order
>
 
orders
 
=
 
orders
.
Elements
;

  
double
 
outstanding
 
=
 
0.0
;

  
foreach
 
(
Order
 
order
 
in
 
orders
)

  
{

    
outstanding
 
+=
 
order
.
GetAmount
();

  
}

  
return
 
outstanding
;

}

```

## Причини рефакторингу
Чим більше коду в методі, тим складніше розібратися в тому, що він робить. Це основна проблема, яку вирішує даний рефакторинг.
Відокремлення методу не лише вбиває безліч запахів в коді, але й є одним з етапів безлічі інших рефакторингів.

## Переваги
1. Покращує читабельність коду.
2. Прибирає дублювання коду. Іноді код, винесений в метод, можна знайти і в інших місцях програми. У такому разі є сенс замінити знайдені ділянки коду викликом нового методу.
3. Ізолює незалежні частини коду, зменшуючи імовірність помилок. (наприклад, з вини перепризначення не тієї змінної).

## Порядок рефакторингу
1. Створити новий метод. Підібрати назву яка відображає суть того, що робитиме цей метод.
2. Скопіювати фрагмент коду, що цікавить, в новий метод. Видалити цей фрагмент із старого місця і замінити викликом нового методу.
3. Знайти усі змінні, які використовувалися в цьому фрагменті коду. Якщо вони були оголошені всередині цього фрагменту і не використовуються поза ним, залишити їх без змін — вони стануть локальними змінними нового методу.
4. Якщо змінні оголошені перед ділянкою коду, то їх слід передати в параметри нового методу, щоб використати значення, які в них знаходилися раніше. Іноді від таких змінних простіше позбавитися за допомогою заміни змінних викликом методу.
5. Якщо локальна змінна якось змінюється у ділянці коду, це може означати, що її змінене значення знадобиться далі в основному методі, якщо це дійсно так, то значення цієї змінної слід повернути в основний метод.

## Анти-рефакторинг
- Вбудовування методу

## Схожі рефакторинги
- Переміщення методу

## Допомагає іншим рефакторингам
- Заміна параметрів об'єктом
- Створення шаблонного методу
- Параметризація методу

## Бореться з запахом
- Дублювання коду
- Довгий метод
- Заздрісні функції
- Оператори switch
- Ланцюжок викликів
- Коментарі
- Клас даних